# Hope and Sorrow
Albums de Wax Tailor
Tales of the Forgotten Melodies
(2005) In the Mood for Life
(2009)
Hope and Sorrow est le 2e album de l'artiste français Wax Tailor. Avec cet album il s'impose sur la scène internationale avec une tournée mondiale[non neutre], un prix des Indie Music Award[source secondaire nécessaire] aux États-Unis et une nomination aux Victoires de la musique 2008 en tant que « meilleur artiste électronique ».

## Liste des titres
| No  | Titre                                               | Durée |
| --- | --------------------------------------------------- | ----- |
| 1.  | Once Upon a Past                                    | 4:47  |
| 2.  | The Way We Lived (feat. Sharon Jones)               | 3:41  |
| 3.  | The Games You Play (feat. Voice)                    | 4:13  |
| 4.  | The Tune                                            | 2:57  |
| 5.  | The Man with No Soul (feat. Charlotte Savary)       | 3:34  |
| 6.  | Radio Broadcast                                     | 0:54  |
| 7.  | Positively Inclined (feat. Marina Quaisse et A.S.M) | 3:39  |
| 8.  | Sometimes                                           | 3:40  |
| 9.  | House of Wax (feat. The Others)                     | 2:57  |
| 10. | Beyond Words                                        | 1:01  |
| 11. | To Dry Up (feat. Charlotte Savary)                  | 4:07  |
| 12. | We Be (feat. Ursula Rucker)                         | 5:08  |
| 13. | That Case                                           | 0:30  |
| 14. | There Is Danger                                     | 3:31  |
| 15. | Alien in My Belly (feat. Charlotte Savary)          | 3:44  |